# Waldis Joaquín
Waldis Joaquín (né le 25 décembre 1986 à La Vega, République dominicaine) est un lanceur de relève droitier au baseball sous contrat avec les Nationals de Washington de la MLB.

## Carrière
Waldis Joaquín signe un contrat avec les Giants de San Francisco en 2003 et joue son premier match dans les majeures avec cette équipe le 4 août 2009. Il lance 10 manches et deux tiers en relève en 10 parties en fin de saison et présente une moyenne de points mérités de 4,22.
Après avoir passé la saison 2010 en ligue mineure, il est réclamé au ballottage par les White Sox de Chicago le 22 novembre. Il ne joue pas pour les Sox et retourne aux Giants peu de temps après. Il lance un total de 19 parties pour San Francisco en 2009, 2010 et 2011, toujours comme lanceur de relève. Il remporte sa première victoire dans le baseball majeur le 17 septembre 2011 sur les Rockies du Colorado.
En décembre 2011, il signe un contrat des ligues mineures avec les Nationals de Washington.